# Paolo Buonvino
Paolo Buonvino (Scordia, Italia, 29 de marzo de 1968) es un compositor y pianista italiano, oficial de la Orden al Mérito de la República Italiana desde 2005. Formado en el Conservatorio Verdi de Milán, inició su carrera como compositor clásico, incorporando posteriormente otros estilos y géneros como el pop, rock, folk y world. Representa uno de los éxitos de la música new age de los últimos años, no solo por las ventas de discos, sino también por los conciertos realizados por todo el mundo.

## Biografía
Buonvino nació el 29 de marzo de 1968 en Scordia, una comuna de Sicilia, Italia. Obtuvo su Licenciatura en Piano del Conservatorio Francesco Cilea en Regio de Calabria y una Máster en Disciplinas Musicales de la Universidad de Bolonia. Al comienzo de su carrera, el compositor encontró un mentor en Franco Battiato, quien lo animó a escribir música para cine y televisión. A fines de la década de 1990, comenzó a componer bandas sonoras para películas y en 1999 ganó el Premio Rota.
Es en 1997 cuando llega la gran ocasión, con la composición de la banda sonora de la octava temporada del gran éxito televisivo La piovra 8, exportada a más de 80 países en sus casi 20 años de andadura y emitida en los EE. UU. en redes de MHz. Las temporadas anteriores fueron compuestas por el único maestro Ennio Morricone, con quien Paolo Buonvino tuvo la oportunidad de entablar más tarde una amistad y un fructífero intercambio artístico.
Después de esa hazaña innovadora, el músico comenzó una colaboración duradera con el mundialmente conocido director de cine italiano Gabriele Muccino, quien se hizo un nombre en el Gotha de los cineastas de Hollywood con películas como En busca de la felicidad (2006) protagonizada por Will Smith y Siete almas (2018), nuevamente protagonizada por Will Smith junto a Rosario Dawson, Woody Harrelson y Barry Pepper.
En 2008 ganó el Premio David de Donatello a la mejor banda sonora y un Nastro d'Argento en la misma categoría por la película Caos calmo. En 2009 ganó un segundo Nastro d'Argento por la partitura de la película Italians.
Para Muccino, Paolo Buonvino escribió las partituras de algunas de las películas que no sólo se convertirían en colosales éxitos de taquilla en Italia, sino también en fenómenos generacionales, considerados clásicos modernos: Ecco fatto (1998); Come te nessuno mai (Pero para siempre en mi mente) (1999), L'ultimo bacio (El último beso) (2001); Ricordati di me (Recuérdame, amor mío) (2003); Baciami ancora (Bésame otra vez) (2010); y la producción estadounidense de Fathers & Daughters (2015), protagonizada por Russell Crowe, Amanda Seyfried, Kylie Rogers junto a Jane Fonda y Octavia Spencer.
Paolo Buonvino colaboró en producciones en Francia para las películas Je reste! (¡Me quedo!) (2003) con Sophie Marceau y Vincent Pérez; Ma mère est folle (2018) con Fanny Ardant, dirigida por Diane Kurys y Les Estivants (2018), dirigida por Valeria Bruni Tedeschi. En 2012, compuso la música para la producción canadiense-británica de la comedia dramática If I Were You de Joan Carr-Wiggin, protagonizada por Marcia Gay Harden, Leonor Watling y Aidan Quinn.
Además, Buonvino escribió la banda sonora de las exitosas series de televisión de Netflix de EE.UU, Medici: Masters of Florence, creadas por Frank Spotnitz y Nicholas Meyer y producidas por Lux Vide y HBO. La serie se distribuye en 190 países y cuenta con un ilustre elenco de actores internacionales, entre los que se encuentran Lady Gaga y Moominpappa.
En 2020 compuso la banda sonora de la película dramática de fe Fátima dirigida por Marco Pontecorvo, protagonizada por Harvey Keitel y Sônia Braga junto a Joaquim de Almeida, Goran Visnjic y Lúcia Moniz. Una estrella invitada especial en la partitura es el tenor de ópera italiano Andrea Bocelli, quien canta el tema principal de la película "Gratia plena". Tanto la partitura como la canción son entradas oficiales para los Óscars de 2021 en las categorías "Mejor partitura original" y "Mejor canción original". En julio de 2021 se estrena Taranta reimaginada, un proyecto discográfico de contaminación entre música popular y música electrónica, producido por Sugar Music y distribuido por Universal Music. El disco presenta interpretaciones originales de Jovanotti, Mahmood, Gianna Nannini y Diodato grabadas durante la edición 2020 de la Notte della Taranta.
A lo largo de los años, el artista se enfrentó también a la arena del pop/rock escribiendo música para artistas internacionales del calibre de Dolores'O Riordan, líder de The Cranberries y Skin, exlíder de Skunk Anansie; y todos los cantantes italianos más exitosos, incluidos Andrea Bocelli, Carmen Consolali, Elisa, Jovanotti y Fiorella Mannoia.

## Música

### Bandas sonoras

#### Cine
- Ecco fatto, dirigida por Gabriele Muccino (1998).
- But Forever in My Mind dirigida por Gabriele Muccino (1999).
- Lost Lover , dirigida por Roberto Faenza (1999).
- Der Kardinal, dirigida por Berthold Mittermayr (1999).
- Dancing North, dirigida por Paolo Quaregna (1999).
- The Last Kiss, dirigida por Gabriele Muccino (2000).
- Segreti di Famiglia. dirigida por Dennis Berry (2001).
- Laguna, dirigida por Dennis Berry (2001).
- Remember Me, My Love , dirigida por Gabriele Muccino (2003).
- Life as It Comes, dirigida por Stefano Incerti (2003).
- Five Moons Square, dirigida por Renzo Martinelli (2003).
- On My Skin, dirigida por Valerio Jalongo (2003).
- Je Reste!, dirigida por Diane Kurys (2003).
- Apnea, dirigida por Roberto Dordit (2005).
- Manuale di amore, dirigida por Giovanni Veronesi (2005).
- Romanzo Criminale, dirigida por Michele Placido (2005).
- Il fantasma di Corleone, dirigida por Marco Amenta (2006).
- Napoleón y yo, dirigida por Paolo Virzì (2006).
- Il mio miglior nemico, dirigida por Carlo Verdone (2006).
- Concrete Romance, dirigida por Marco Martani (2007).
- I Vicerè, dirigida por Roberto Faenza (2007).
- Manual of Love 2, dirigida por Giuseppe Veronesi (2007).
- Caos calmo, dirigida por Antonello Grimaldi (2008).
- La matassa, dirigida por Ficarra e Picone e Giambattista Avellino e Vincenzo Cavalli (2009).
- Italians, dirigida por Giovanni Veronesi (2009)
- Kiss Me Again, dirigida por Gabriele Muccino (2010).
- La scuola è finita. dirigida por Valerio Jalongo (2010).
- The Ages of Love, dirigida por Giovanni Veronesi (2011).
- It May Be Love But It Doesn't Show, dirigida por Ficarra e Picone (2011).
- One Day More, dirigida por Massimo Venier (2011).
- Silvio Forever. dirigida por Roberto Faenza, Filippo Marcelloni (2011).
- Tutto Tutto Niente Niente, dirigida por Giulio Manfredonia (2012).
- Terramatta, dirigida por Costanza Quatriglio (2012).
- If I Were You. dirigida por Joan Carr Wiggin starring Marcia Gay Harden (2012).
- Un Uccello Molto Serio, dirigida por Lorenza Indovina (2013).
- Con il fiato sospeso, dirigida por Costanza Quatriglio (2013).
- Indovina chi viene a Natale?, dirigida por Fausto Brizzi (2013).
- Il Natale della mamma imperfetta, dirigida por Ivan Cotroneo (2013).
- Mi rifaccio vivo, dirigida por Sergio Rubini (2013).
- L’Abbraccio Definitivo, dirigida por Stefania Rocca (2014).
- Fratelli unici, dirigida por Alessio Maria Federici (2014).
- La scuola più bella del mondo, dirigida por Luca Miniero (2014).
- Anita B., dirigida por Roberto Faenza (2014).
- Fathers and Daughters, dirigida por Gabriele Muccino (2015).
- 7 minuti, dirigida por Michele Placido (2016).
- Ma mère est folle, dirigida por Diane Kurys (2018).
- The Summer House (Les estivants), dirigida por Valeria Bruni Tedeschi (2019).
- Fátima, dirigida por Marco Pontecorvo (2020).
- Burraco fatale de Giuliana Gamba (2020).[11]

#### Televisión
- La piovra 8 - Lo scandalo, dirigida por Giacomo Battiato (1997).
- La piovra 9 - Il patto, dirigida por Giacomo Battiato (1998).
- L'elefante bianco, dirigida por Gianfranco Albano (1998).
- Caraibi, dirigida por Lamberto Bava (1999).
- Una Farfalla nel Cuore, dirigida por Giuliana Gamba (1999) para Rai1.
- Padre Pio: Miracle Man, dirigida por Carlo Carlei (2000).
- L'impero, dirigida por Lamberto Bava (2001).
- Il giovane Casanova, dirigida por Giacomo Battiato (2002).
- Cuore di Donna, dirigida por Franco Bernini para Rai1.
- Ferrari, dirigida por Carlo Carlei (2003).
- Mio figlio, dirigida por Luciano Odorisio (2004).
- Paolo Borsellino, dirigida por Gianluca Maria Tavarelli (2004).
- Una famiglia in giallo, dirigida por Alberto Simone (2005).
- Fuga per la libertà – L’aviatore, dirigida por Carlo Carlei (2008) para canale5.
- Il commissario Manara, dirigida por Davide Marengo y Luca Libuori (2009–2011)
- 4 padri single, dirigida por Paolo Monico (2009).
- Io e mio figlio, nuove storie per il commissario Vivaldi, dirigida por Luciano Odorisio (2010).
- Il commissario Manara 2, dirigida por Luca Ribuoli (2011) para Rai1.
- Una mamma imperfetta, dirigida por Ivan Cotroneo (2013).
- Sotto copertura, dirigida por Giulio Manfredonia (2015).
- Tutto può Succedere – dirigida por Lucio Pellegrini, Alessandro Casale (2015) para Rai1.
- Temporada 1 de Medici: Masters of Florence, dirigida por Sergio Mimica-Gezzan (2016).
- Sotto copertura – La cattura di Zagaria, dirigida por Giulio Manfredonia (2017).
- Tutto può succedere 2, dirigida por Lucio Pellegrini, Alessandro Angelini (2017) para Rai1.
- Questo nostro amore 80, dirigida por Isabella Leoni, Luca Ribuoli (2018) para Rai1.
- Tutto può succedere 3, dirigida por Alessandro Casale, Lucio Pellegrini (2018) para Rai1.
- Temporada 2 de Medici: Masters of Florence, dirigida por Jon Cassar, Jan Maria Michelini (2018) para Rai1.
- Temporada 3 de Medici: Masters of Florence, dirigida por Christian Duguay (2019) para Rai1.

### Colaboraciones discográficas
- Il cavaliere dell'intelletto (1994) con Franco Battiato.
- Stato di necessità (2000), L'anfiteatro e la bambina impertinente (2001), L'eccezione (2002), Eva contro Eva (2006), Elettra (2009) con Carmen Consoli.
- Noite e Luar (single de 2007) con Patrizia Laquidara.
- Eppure Sentire (single de 2007), Ecco che (single de 2013) con Elisa.
- Sud (2012) A te (2013) con Fiorella Mannoia.
- Tutto puo succedere con Negramaro .
- Senza fiato con Dolores O'Riordan.[12]
- Baciami ancora (single de 2010), Ora (álbum de 2011), Lorenzo in Concerto (2012) con Jovanotti.
- Renaissance (single de 2016) de Skin[13]
- Gratia plena con Andrea Bocelli.[14]
- Taranta reimaginada (2021) con Jovanotti, Mahmood, Gianna Nannini y Diodato (festival Notte della Taranta).

## Distinciones
En 1999, en la 56.ª edición del festival de cine de Venecia, recibió el premio "Rota" (premios colaterales) por la música de Come te nessuno mai, dirigida por Gabriele Muccino. En el Festival Internacional de Luchón (2002) recibió el premio a la mejor banda sonora con la película "El joven Casanova". Desde 2000, ha recibido siete nominaciones.
En 2008 el Premio David de Donatello como mejor músico con la película Caos calmo, dirigida por Antonello Grimaldi. En 2009 recibió el Nastro d'Argento a la Mejor Música en Taormina con la película Italians de Giovanni Veronesi.